# Сејдановићи
Сејдановићи су насељено мјесто у општини Хаџићи, Босна и Херцеговина.

## Становништво
|             | 2013.       | 1991.        | 1981.        | 1971.        |
| Укупно      | 53 (100,0%) | 65 (100,0%)  | 54 (100,0%)  | 57 (100,0%)  |
| Бошњаци     | 53 (100,0%) | 65 (100,0%)1 | 42 (77,78%)1 | 57 (100,0%)1 |
| Југословени | –           | –            | 11 (20,37%)  | –            |
| Срби        | –           | –            | 1 (1,852%)   | –            |

1. 1 На пописима од 1971. до 1991. Бошњаци су пописивани углавном као Муслимани.